# نيلوفر أليف الأنهار
نيلوفر أليف الأنهار (الاسم العلمي:Nymphaea potamophila) هو نوع من النباتات يتبع جنس النيلوفر من الفصيلة النيلوفرية.